# Passage Ruelle
Le passage Ruelle est une voie située dans le quartier de la Goutte-d'Or du 18e arrondissement de Paris.

## Origine du nom
Cette voie tient son nom de celui d'un propriétaire local.

## Historique
La voie fut ouverte vers 1882 sur la cité de la Chapelle[pas clair] et devint la « cité Ruelle » vers 1890, puis « passage Ruelle » vers 1910.
Le 21 mars 1915, une bombe lâchée d'un zeppelin tomba dans cette ruelle.
À l'origine, la ruelle se terminait à l'ouest dans l'impasse de Jessaint, qui longeait les voies des chemins de fer du Nord. Lors de l'élargissement du faisceau ferroviaire de la gare du Nord consécutif à la création de la ligne B du RER, cette voie est supprimée et le passage Ruelle est détourné vers le nord pour rejoindre la cité de la Chapelle.

## Bâtiments remarquables et lieux de mémoire
- No 2 bis : théâtre La Reine Blanche.